# 1799 en philosophie
Chronologie de la philosophie
- 1795
- 1796
- 1797
- 1798
- 1799
- 1800
- 1801
- 1802
- 1803

L’année 1799 a été marquée, en philosophie, par les événements suivants :

## Décès
- 29 octobre à Naples : Francesco Mario Pagano, né le 8 décembre 1748 à Brienza, est un juriste, un philosophe, un historien, un dramaturge et un homme politique italien. Considéré comme l'un des plus grands représentants italiens du Siècle des Lumières, il est aussi regardé comme un pionnier de la justice constitutionnelle contemporaine[1].